# Малогоспојинска народна скупштина у Крагујевцу
Малогоспојинска народна скупштина у Крагујевцу је било заседање скупштине у периоду од 8. до 24. септембра 1859. године.

## Историјат
Светоандрејска народна скупштина која јe извршила смену династија и до нела Закон о народној скупштини одредила јe и рок кад сe, сваке године, треба да састаје скупштина. Тим законом рок јe био утврђен за Малу Госпојину. Да би пак могли да сe сврше недовршени послови и предлози који су предати и усвојени на Светоандрејској скупштини, био јe пре њена разлаза одређен један специјални скупштински одбор коме јe стављено y дужност да сав тај заостали материјал прегледа, класификује, и са својим мишљењем спроведе Савету, као законодавној власти, на даље проучавање и поступак. Тај посао био јe завршен; некоји предлози добили су преко Савета законску снагу; некоји су остали да сe поново претресају на следећој скупштини. Кад јe тај посао завршeн, скупштина јe сазвана за 8. септембар 1859. y Крагујевцу, на Малу Госпојину.
Пре састанка скупштине извршени су y целој земљи избори, према прописима закона који јe донела Светоандрејска народна скупштина. Била су изабрана, углавном, она лица која су учествовала и y раду Светоандрејске скупштине с том разликом да y овој скупштини нема више ни чланова Савета, ни „народних старешина" из ранијих скупштина, окружних и среских начелника и судија, који су y раније скупштине улазили по положају a не избором. Малогоспођинска скупштина из 1859. јe дакле прва народна скупштина која јe настала искључиво избором народних посланика, a на основу закова о народној скупштини.
На првом свом састанку скупштина сe конституисала изабравши себи за председника Живка Карабиберовића, за потпредседника Тодора Туцаковића, a за секретаре Јефрема Грујића, Панту Јовавића и Јакова Жабарца; председништво сe по томе представило Кнезу Милошу. Сутрадан седнице су отворене Кнежевом беседом, на коју јe скупштина одговорила 12 септембра адресом. Кнез Милош je, после тога, још y два маха навраћао y народну скупштину. Сматра сe да јe то чинио стога да y име попечитеља, који по закону нису могли да присуствују скупштинским седницама, одржава контакт са скупштином. Том приликом Кнез јe скупштини предао готове пројекте некојих главнијих судских закона и предлог буџета за следећу годину.
Малогоспођинска скупштина одржала јe 14 састанака, који су трајали по цео дан. На њој јe поднесено око стотину посланичких предлога из свих грана државног и друштвеног живота. Посланици су подносили написане предлоге, са кратком усменом мотивацијом, па су предлози после тога уношени y протокол. Протокол су водили скупштински секретари наизменично, a y њих су уношени не само ти предлози него и кратко скицирани посланички говори, тако да сe помоћу протокола прати ток целог скупштинског рада.
Скупштина јe, после краће диокусије, примила све законске предлоге које јој јe Кнез поднео y име владе. Изгласала јe буџет, a затим донела Закон о наследству кнежевског достојанства y породици Обреновића. Приступила јe, затим, претресању својих предлога. Ради илустрације стања y коме сe налазила Србија тога времена, наводи сe овде неколико примљених предлога посланичких из тога времена:
- Да сe укине забрана по којој сe не могу y Србију уносити и y њој штампати књиге, које нису писане „правителственим" правописом. Стари правопис „правителствени" да сe задржи само за званичне ствари и y „Новинама Србским";
- да сe школе и научни заводи прегледају па, уколико не одговарају сврси, да ce преуреде према потребама земље;
- да сe донесе уредба да сe учитељима плата иcплаћује y месту где живе, да не би ни они ни деца дангубили кад учитељ мора да иде y неко даље место по плату;
- да сe економна управа преуреди према приликама и потребама земље;
- да сe по селима дућани не множе, и да сe y празничне дане морају затварати;
- да сe удеси новчана тарифа по т.зв. десетичној тарифи;
- да „новоженци" не плаћају данак за прво полгође после женидбе, ради олакшице y женидбеним трошковима;
- да сe економној управи стави y задатак да нађе начин како ће сe села мало дотерати и удесити онако како одговара потребама разумне пољске привреде;
- да сe нужни занати y земљи заведу и распростиру, на начин како правитељство буде за најзгодније нашло;
- да сe установи један Трговачки суд;
- да сe наложи кнезовима да на зеленаше строго мотре;
- да сe путеви и мостови одржавају y добром стању;
- да сe што пре предузме савремена организација војске, како би она могла да одговара задацима који јој ce y будућности могу поставити;
- да неписмени младићи, док су y војсци, уче читати и писати;
- да сe пошта и телеграф вежу са суседном аустријском поштом и телеграфом;
- да сe странци не примају без велике нужде y јавне службе;
- да сe до сада издани закони, наредбе, расписи и решења уреде и штампају, тако да су приступачни како чиновницима тако и народу, итд.

24. септембра скупштина јe закључена беседом Кнеза Милоша. Нешто пре тога она јe покушала да даде иницијативу и за решење некојих крупнијих унутрашњих и спољнополитичких питања. Једним актом, који јe упућен Кнезу Милошу, скупштина јe тражила измену устава из 1838, мотивишући то тиме да сe он не слаже са одредбама хатишерифа из 1830. године, на основу кога јe Србија имала знатно шира права y питањима своје унутрашње управе него што их има сада. Сем тога скупштина јe покренула и питање трговачких уговора које јe Турска раније правила са другим државама, на које сe обавезала и Србија, од којих јe земља трпела велику штету, и тражила да влада поведе акцију да сe Србија ослободи тих обавеза које су не само тешке, него нису ни y складу са одредбом о пуној унутрашњој самоуправи српској.